# Dad Vibes
Dad Vibes è un singolo del gruppo musicale statunitense Limp Bizkit, pubblicato il 30 settembre 2021 come unico estratto dal settimo album in studio Still Sucks.

## Tracce
Testi e musiche di Fred Durst, John Otto, Wes Borland, Sam Rivers.
1. Dad Vibes – 2:12

## Formazione
Gruppo
- Fred Durst – voce
- Wes Borland – chitarra
- Sam Rivers – basso
- John Otto – batteria
- DJ Lethal – giradischi, campionatore, programmazione

Produzione
- Fred Durst – produzione
- Purps – produzione
- Zakk Cervini – coproduzione, missaggio, mastering
- Nik Trekov – ingegneria del suono, assistenza al missaggio
- Lizzy Ostro – ingegneria del suono